# Podróż apostolska Franciszka do Iraku
Podróż apostolska papieża Franciszka do Iraku odbyła się w dniach 5–8 marca 2021.
W związku z panującą pandemią koronawirusa, początkowo Watykan poinformował o zawieszeniu podróży apostolskich papieża Franciszka do końca 2021 roku. Jednak 7 grudnia 2020 poinformowano, że w marcu 2021 roku papież wybierze się z pielgrzymką do Iraku, gdzie odwiedzi Bagdad, Ur, Irbil, Mosul i Al-Hamdanijja. 
Była to pierwsza podróż Franciszka od wybuchu pandemii COVID-19, pierwsza od listopada 2019 oraz pierwsza jako głowy Kościoła katolickiego do Republiki Iraku.

## Program pielgrzymki[6]
- 5 marca

O 730 nastąpił wylot samolotem z międzynarodowego lotniska Rzym - Fiumicino do Bagdadu. Przylot na międzynarodowe lotnisko w Bagdadzie nastąpił o 1400 i tam nastąpiło oficjalne powitanie papieża. O 1410 papież spotkał się z premierem Iraku w sali dla VIP-ów na międzynarodowym lotnisku w Bagdadzie. O 1500 uroczyste oficjalne powitanie w Pałacu Prezydenckim w Bagdadzie, 15 minut później wizyta kurtuazyjna u prezydenta Republiki w gabinecie prywatnym Pałacu Prezydenckiego w Bagdadzie. O 1545 spotkanie z przedstawicielami władz, społeczeństwa obywatelskiego i korpusu dyplomatycznego w sali Pałacu Prezydenckiego w Bagdadzie zaś o 1640 odbyło się spotkanie z biskupami, księżmi, zakonnikami i zakonnicami, seminarzystami, katechetami w katedrze katolickiej obrządku syryjskiego pw. Matki Bożej Zbawienia w Bagdadzie
- 6 marca

O 745 nastąpił wylot samolotem zaś o 830 przylot na lotnisko w An-Nadżaf. Pół godziny później odbyła się wizyta kurtuazyjna papieża u wielkiego ajatollaha Alego as-Hussajniego as-Sistaniego w An-Nadżaf. O 1000 nastąpił wylot samolotem do An-Nasirijja, gdzie przylot nastąpił 50 minut później. O 1110 nastąpiło spotkanie międzyreligijne na Równinie Ur. O 1230 nastąpił wylot samolotu z papieżem do Bagdadu. O 1320 przylot na międzynarodowe lotnisko w Bagdadzie. O 1800 msza św. w katedrze katolickiej obrządku chaldejskiego pw. św. Józefa w Bagdadzie.
- 7 marca

O 715 nastąpił wylot samolotem do Irbilu, zaś o 820 nastąpił przylot na lotnisko w Irbilu i powitanie przez prezydenta Autonomicznego Regionu Irackiego Kurdystanu oraz władz religijnych i cywilnych tego Regionu na lotnisku w Irbilu. O 830 nastąpiło spotkanie z prezydentem i premierem Autonomicznego Regionu w Presidential Vip Lounge na lotnisku w Irbilu. Pół godziny później papież wyleciał helikopterem do Mosulu, o 935 wylądował. O 1000 modlitwa za dusze ofiar wojny na Hosh al-Bieaa (plac Kościelny) w Mosulu. O 1055 wylot z papieżem helikopterem i o 1110 przybycie na lądowisko w Karakosz. O 1130 nastąpiły odwiedziny wspólnoty Karakosz w kościele Niepokalanego Poczęcia w Karakosz zaś o 1215 przelot papieża do Irbilu, gdzie tam o 1600 odbyła się msza św. na stadionie „Franso Hariri”. Po mszy o 1810 wylot samolotem do Bagdadu, gdzie o 1915 nastąpił przylot na międzynarodowe lotnisko w Bagdadzie.
- 8 marca

O 920 odbyła się ceremonia pożegnania na międzynarodowym lotnisku w Bagdadzie i dwadzieścia minut później samolot z Ojcem świętym odleciał do Rzymu. Przylot na międzynarodowe lotnisko w Rzymie – Ciampino nastąpił o 1255.